# Küstenwache

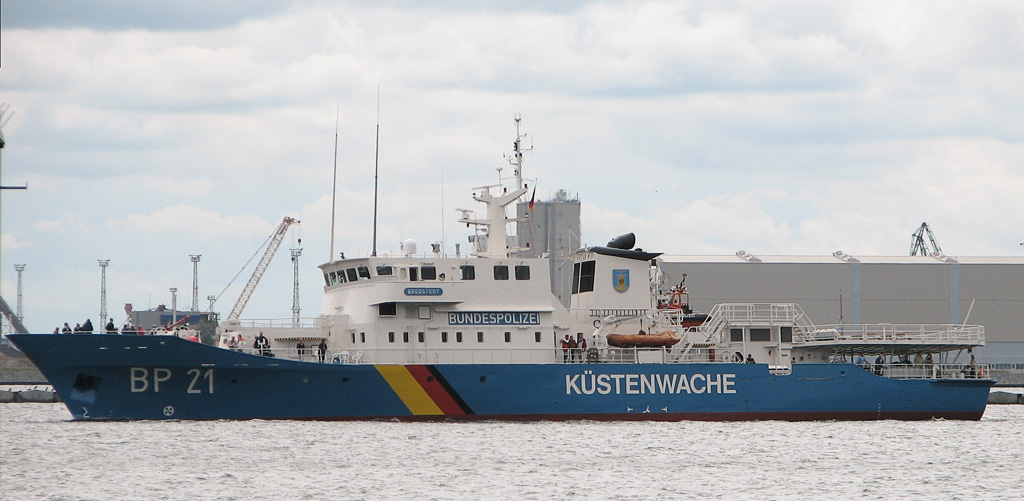
Küstenwachschiff Bredstedt der Bundespolizei

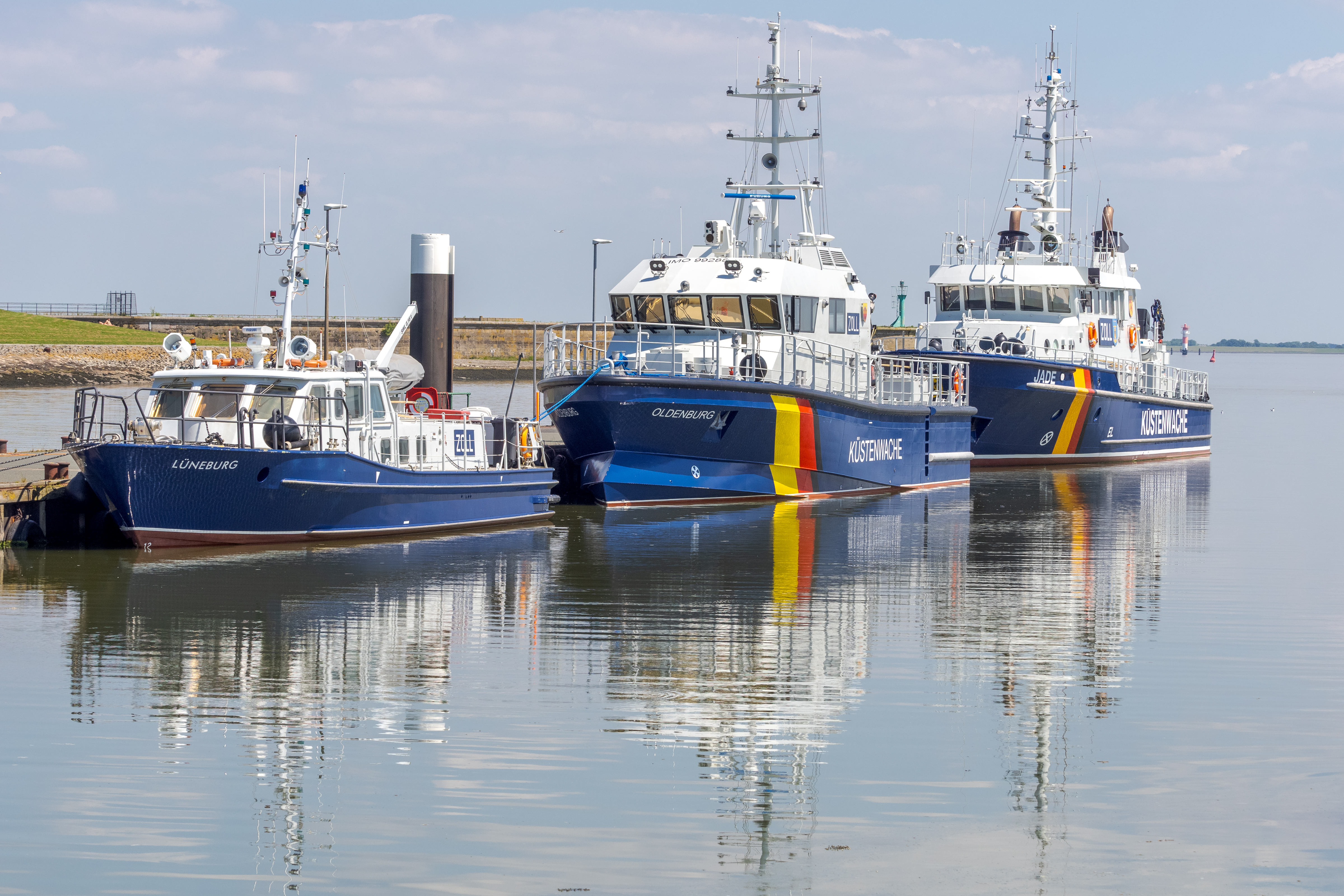
Küstenwacht-Schiffe des Zolls

Eine Küstenwache ist zumeist eine nationale, meist dem jeweiligen Innenministerium unterstehende Behörde oder aber auch ein Zusammenschluss von mehreren Behörden eines Staates zur Sicherung und Kontrolle des Seeverkehrs (Schifffahrtspolizei), zur Rettung in Not- und Katastrophenfällen und zur Prävention und Verfolgung von Straftaten im Küstenmeer und auf der Hohen See, wie beispielsweise die Überwachung von Fischfangquoten und der Einhaltung anderer Auflagen (Prüfung von Fangnetz-Maschengrößen, um den Bestand an kleinen und Jungfischen nicht zu gefährden) oder von Umweltschutzbestimmungen. Auch kann eine nationale Küstenwache Teil der Streitkräfte zur See sein, wie etwa die United States Coast Guard.

## Deutschland

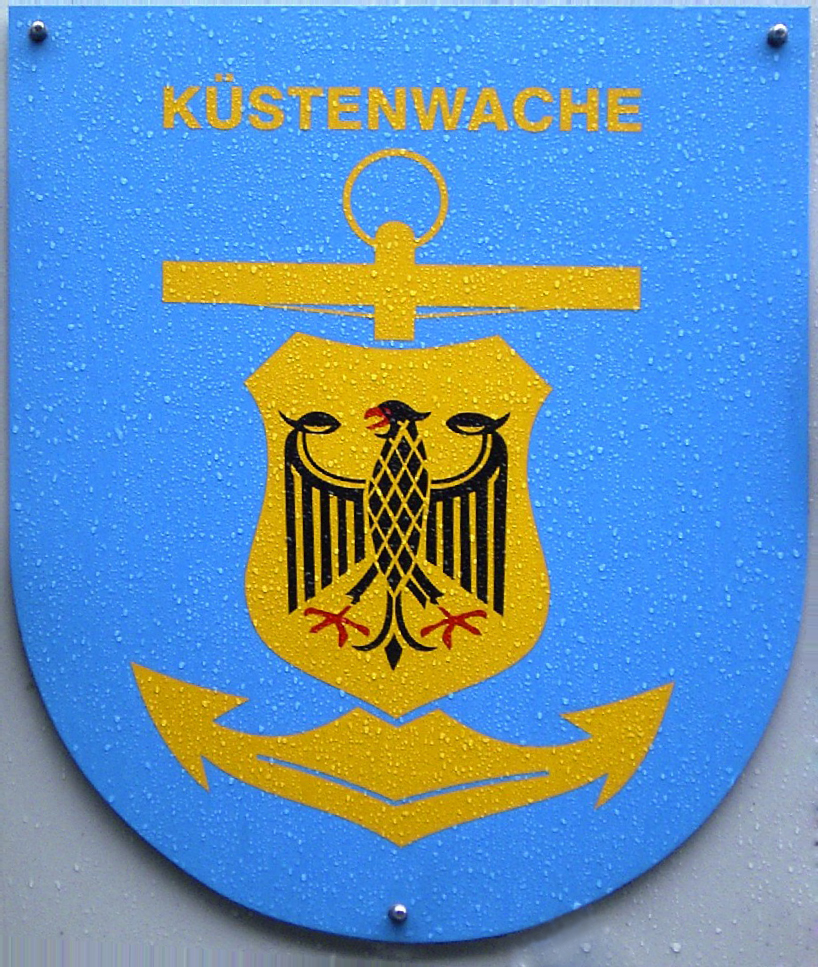
Wappen der deutschen Küstenwache

In der Bundesrepublik Deutschland werden viele dieser Aufgaben von dem 1994 gegründeten Koordinierungsverbund Küstenwache aus mehreren Bundesbehörden und -anstalten (Bundeszollverwaltung/Wasserzoll, Bundespolizei, Wasser- und Schifffahrtsverwaltung, Bundesanstalt für Landwirtschaft und Ernährung) wahrgenommen. Ausgenommen ist der maritime Such- und Rettungsdienst (SAR-Dienst), für den die bereits 1865 gegründete Deutsche Gesellschaft zur Rettung Schiffbrüchiger (DGzRS) zuständig ist. Auch der SAR-Dienst für Luftfahrzeuge in Deutschland im Sinne des Chicagoer Abkommens wird nicht von der Küstenwache, sondern von der Bundeswehr (Heer und Marine) im Auftrag des Bundesministeriums für Verkehr und digitale Infrastruktur wahrgenommen. Aufgrund der zeitweise geringen Einsatzbereitschaft der Fluggeräte der Bundeswehr unterstützte die Fliegerstaffel der Bundespolizei in der Vergangenheit häufig die Kräfte der Bundeswehr beim SAR-Dienst.
In Schleswig-Holstein bestand von 1995 bis zur Auflösung Ende 2005 eine eigene Küstenwache als Verbund von Wasserschutzpolizei, dem Amt für ländliche Räume (ALR) und dem Landesamt für Natur und Umwelt. Da die geplante Zusammenlegung der Kompetenzen unter einem gemeinsamen Dach auf Bundesebene am Widerstand anderer Bundesländer scheiterte, beschloss Schleswig-Holstein, diesen Verbund aufzulösen und die Wasserschutzpolizei wieder alleine mit den Aufgaben zu betrauen. Da in der Bundesrepublik allgemeine Polizeiaufgaben auch auf See generell in den Zuständigkeitsbereich der jeweiligen Länder fallen, sind die Wasserschutzpolizeien der deutschen Küstenländer jeweils auch als Küstenwachen des jeweiligen Landes im Einsatz. Schiffe der Wasserschutzpolizeien Niedersachsens, Schleswig-Holsteins und Mecklenburg-Vorpommerns führen die Bezeichnung Küstenwache auch am Bootsrumpf. Die Wasserschutzpolizei Hamburg übernimmt die grenzpolizeiliche Abfertigung von Seeschiffen im Hamburger Hafen anstelle der Bundespolizei.

Wappen der US-Küstenwache

## Vereinigte Staaten
Die Küstenwache der Vereinigten Staaten ist dem Gesetz nach eine der Teilstreitkräfte der Vereinigten Staaten. Im Friedensfall untersteht sie dem Ministerium für Innere Sicherheit der Vereinigten Staaten. Auf Weisung des Präsidenten im Rahmen einer Exekutivanweisung oder im Rahmen einer Kriegserklärung seitens des Kongresses kann die Küstenwache als Teilstreitkraft dem Marineministerium unterstellt werden. Zu diesem Zweck ist die Behörde in personal- und beschaffungstechnischen Angelegenheiten militärisch organisiert. Sitz der Küstenwache ist die Bundeshauptstadt Washington, D.C.

Wappen der CCG

## China
Die Volksrepublik China unterhält die mit Abstand größte Küstenwache der Welt. Die chinesische Küstenwache ist Teil der Bewaffneten Volkspolizei und damit der Zentralen Militärkommission unterstellt. Bei den zahlreichen territorialen Konflikten zur See setzt China inzwischen verstärkt die Küstenwache ein, wohl um Eskalationsgefahren zu verringern.
Der offizielle englische Name ist „Chinese People’s Armed Police Force Coast Guard Corps“ (PAPCGC), aber „China Coast Guard Bureau/China Coast Guard“ (CCGB/CCG) wird für den allgemeinen Gebrauch beibehalten.

## Liste der nationalen Küstenwachen
| Staat                   | Bezeichnung | Ministerium                                                                             | Weblinks                                                      |
| ----------------------- | --- | --------------------------------------------------------------------------------------- | ------------------------------------------------------------- |
| Ägypten                 | Egyptian Coast Guard | Verteidigungsministerium                                                                |                                                               |
| Argentinien             | Prefectura Naval Argentina | Sicherheitsministerium im Kriegsfall Verteidigungsministerium                           | www.argentina.gob.ar                                          |
| Australien              | Maritime Border Command, Australian Volunteer Coast Guard und Royal Volunteer Coastal Patrol | Innenministerium im Verbund mit dem Verteidigungsministerium                            | coastguard.com.au                                             |
| Bangladesch             | Bangladesh Coast Guard | Militärische Organisation des Innenministeriums                                         | www.coastguard.gov.bd                                         |
| Barbados                | Barbados Coast Guard | Teil der Barbados Defence Force und unterstehen damit direkt dem Premierminister        | www.bdfbarbados.com                                           |
| Belgien                 | Belgische Kustwacht | Schifffahrtsverwaltung bei der Flämische Gemeinschaft                                   | kustwacht.be                                                  |
| Brasilien               | Aufgaben werden von der Marine der Marinha do Brasil wahrgenommen | Ministério da Defesa                                                                    | www.marinha.mil.br                                            |
| China                   | Zhōngguó Hǎijĭng Jú (Chinesische Küstenwache) | Teil der Bewaffneten Volkspolizei und damit der Zentralen Militärkommission unterstellt |                                                               |
| Dänemark                | Marinehjemmeværnet (MHV) | Forsvarsministeriet                                                                     | www.hjv.dk                                                    |
| Deutschland             | Koordinierungsverbund Küstenwache bestehend aus Bundespolizei, Bundeszollverwaltung, Wasser- und Schifffahrtsverwaltung, Bundesanstalt für Landwirtschaft und Ernährung                                                                                                | Innenministerium, Finanzministerium, Verkehrsministerium, Landwirtschaftsministerium    | bundespolizei.de zoll.de wsv.de ble.de                        |
| Finnland                | Küstenwachkommandos des finnischen Grenzschutz | Militärische Organisation zugeordnet zum Innenministerium                               | www.raja.fi                                                   |
| Frankreich              | Gendarmerie Maritime | Verteidigungsministerium                                                                | gendarmerie.interieur.gouv.fr                                 |
| Georgien                | Coast Guard of the Border Police of Georgia | Teil der Grenzpolizei und damit dem Innenministerium unterstellt                        | bpg.gov.ge                                                    |
| Griechenland            | Limenikó Sóma | Ministerium für Innere Sicherheit im Kriegsfall Verteidigungsministerium                | hcg.gr                                                        |
| Haiti                   | Commissariat des Gardes-Côtes d’Haïti | Teil der Police Nationale und damit dem Innenministerium unterstellt                    |                                                               |
| Hongkong                | Marine Region der Hong Kong Police Force | Sicherheitsministerium                                                                  | www.police.gov.hk                                             |
| Indien                  | Indian Coast Guard | Verteidigungsministerium                                                                | www.indiancoastguard.gov.in                                   |
| Indonesien              | Kesatuan Penjagaan Laut dan Pantai Indonesia | Verkehrsministerium                                                                     | ubla.dephub.go.id                                             |
| Irland                  | Irish Coast Guard | Department of Transport, Tourism and Sport                                              | www.gov.ie/en/policy-information/eda64a-the-irish-coast-guard |
| Island                  | Landhelgisgæsla Íslands | Justizministerium                                                                       | lhg.is                                                        |
| Isle of Man             | Isle of Man Coastguard | Hafenverwaltung                                                                         |                                                               |
| Italien                 | Guardia Costiera | Truppengattung der Marina Militare jedoch dem Verkehrsministerium unterstellt           | guardiacostiera.it                                            |
| Jamaika                 | Coast Guard | Ministerium für Sicherheit und Justiz                                                   | www.jdfmil.org                                                |
| Japan                   | Kaijō Hoan-chō | Verkehrsministerium                                                                     | kaiho.mlit.go.jp                                              |
| Kanada                  | Canadian Coast Guard | Fischereiministerium                                                                    | ccg-gcc.gc.ca                                                 |
| Kenia                   | Kenya Coast Guard Service | Innenministerium                                                                        | kcgs.go.ke                                                    |
| Kroatien                | Obalna straža Republike Hrvatske | Verteidigungsministerium                                                                |                                                               |
| Malaysia                | Malaysian Maritime Enforcement Agency | Innenministerium                                                                        | www.mmea.gov.my                                               |
| Mexiko                  | Maritime Search and Rescue | Teil der Marine und damit dem Marineministerium unterstellt                             |                                                               |
| Neuseeland              | Royal New Zealand Coastguard | Ehrenamtliche Organisation zur Seenotrettung                                            | www.coastguard.co.nz                                          |
| Niederlande             | Nederlandse Kustwacht (nur im europäischen Teil der Niederlande) | Sechs verschiedene Ministerien                                                          | kustwacht.nl                                                  |
| Niederländische Karibik | Kustwacht Caribisch Gebied | Verteidigungsministerium                                                                | kustwacht.org                                                 |
| Norwegen                | Kystvakta / Kystvakten | Verteidigungsministerium                                                                | www.forsvaret.no                                              |
| Osttimor                | Unidade da Polícia Marítima | Innenministerium                                                                        | www.pntl.tl                                                   |
| Pakistan                | Pakistan Coast Guard, Maritime Security Agency | Verteidigungsministerium                                                                |                                                               |
| Peru                    | General Directorate of Captaincies and Coastguards | Verteidigungsministerium                                                                |                                                               |
| Philippinen             | Philippine Coast Guard | Militärische Organisation zugeordnet dem Verkehrsministerium                            |                                                               |
| Polen                   | Morski Oddział Straży Granicznej |                                                                                         |                                                               |
| Portugal                | Autoridade Marítima Nacional | Verteidigungsministerium                                                                | www.amn.pt                                                    |
| Russland                | Береговая охрана Пограничной службы ФСБ России | Teil des Inlandsgeheimdienstes und damit des Innenministeriums                          |                                                               |
| Schweden                | Kustbevakningen | Justizministerium                                                                       | kustbevakningen.se                                            |
| Singapur                | Singapore Police Coast Guard | Innenministerium                                                                        | www.police.gov.sg                                             |
| Spanien                 | Im gesamten Staatsgebiet das Servicio Marítimo de la Guardia Civil (SEMAR, Innenministerium), Servicio de Vigilancia Aduanera (SVA, Zollfahndung) und Salvamento Marítimo (SASEMAR, Ministerium für Öffentliche Arbeiten). Nur in Galicien die Guardacostas de Galicía | Verschiedene Ministerien                                                                | guardiacivil.es agenciatributaria.es salvamentomaritimo.es,   |
| Südafrika               | Aufgaben werden durch die South African Navy wahrgenommen | Verteidigungsministerium                                                                |                                                               |
| Südkorea                | Haeyang-gyeongchal-cheong | Ministerium für Ozeane und Fischerei                                                    | www.kcg.go.kr                                                 |
| Sri Lanka               | Sri Lanka Coast Guard | Zivile Organisation des Verteidigungsministerium                                        | www.coastguard.gov.lk                                         |
| Taiwan                  | Haian Xunfang Shu | Ocean Affairs Council                                                                   | www.cga.gov.tw                                                |
| Türkei                  | Sahil Güvenlik Komutanlığı | Innenministerium aber Teil der Streitkräfte                                             | sgk.tsk.tr                                                    |
| Vereinigte Staaten      | United States Coast Guard | Ministerium für Innere Sicherheit aber Teil der Streitkräfte                            | uscg.mil gocoastguard.com                                     |
| Vereinigtes Königreich  | His Majesty’s Coastguard, Royal National Lifeboat Institution, Trinity House | Verkehrsministerium                                                                     | mcga.gov.uk rnli.org.uk trinityhouse.co.uk                    |
| Republik Zypern         | Cyprus Port and Marine Police | Teil der Polizei und damit dem Justizministerium unterstellt                            | www.police.gov.cy                                             |